# Casa Alfred Haines
La Casa Alfred Haines (en inglés: Alfred Haines House) es una casa histórica ubicada en San Diego, California. La Casa Alfred Haines se encuentra inscrita  en el Registro Nacional de Lugares Históricos desde el 30 de julio de 1992. 

## Ubicación
La Casa Alfred Haines se encuentra dentro del condado de San Diego en las coordenadas 32°42′54″N 117°08′25″O / 32.715, -117.140278.